# Museo Arqueológico de Eskişehir
El Museo Arqueológico de Eskişehir (en turco Eskişehir Arkeoloji Müzesi) es uno de los museos arqueológicos de Turquía. Está ubicado en la ciudad de Eskişehir, situada en la provincia de su mismo nombre.

## Historia
Un primer museo donde se almacenaron una serie de objetos culturales se creó en 1945 en la mezquita Alaeddin. La sede se trasladó en 1966 a la mezquita Kurşunlu y en 1974 se trasladó nuevamente a un nuevo edificio que cerró en 2001. En 2007 se puso en marcha la construcción de un nuevo edificio que se completó en 2010 y se inauguró en 2011. Se da la circunstancia singular de que tanto el proyecto del nuevo edificio como la exposición han estado patrocinados por un grupo de empresas privadas, el grupo Eti.

## Colecciones
El museo contiene una colección de objetos arqueológicos procedentes de excavaciones, compras, donaciones y confiscaciones de la región que abarca periodos comprendidos entre el Neolítico y el Imperio otomano.
Entre los lugares de donde proceden están las antiguas ciudades de Dorileo y Pesinunte, así como de Keçiçayırı, Han, Demircihöyük, Çavlum —donde se sitúa una necrópolis hitita—, Küllüoba y Karacahisar.  
Los objetos incluyen elementos arquitectónicos, estatuas, estelas funerarias, vasijas de terracota, de vidrio y de metal, armas, joyas y monedas. Entre las piezas singulares pueden destacarse un sello mesopotámico y otro hitita.
También hay una sección dedicada a la historia natural donde se exponen fósiles de animales y plantas.
|                                                                  |
| Algunas piezas de la Edad del Bronce procedentes de Demirçihöyük |

|                                                                                   |
| Reconstrucción de un enterramiento del periodo hitita temprano, hallado en Çavlum |

|                                    |
| Estatua de Cibeles de época romana |

|                                       |
| Sarcófago selyúcida (siglos XII-XIII) |